# 南廷贝
南廷贝是巴西圣卡塔琳娜州的一个市镇。总面积333.426平方公里，总人口5133人，人口密度15.4人/平方公里。